# Gruppo di NGC 820
Il Gruppo di NGC 820 comprende tre galassie situate nella costellazione dell'Ariete. La distanza media tra il centro di massa di questo gruppo e la nostra Via Lattea è di circa 200 milioni di anni luce (61,4 Mpc).

## Membri
Le galassie componenti il gruppo, indicate nell'articolo di Garcia del 1993, sono:
| Nome     | Classificazione | Tipo                | RA (J2000.0)  | DEC (J2000.0) | Velocità radiale (km/s) | Magnitudine apparente | Distanza (Mpc) | Dimensioni (kal) |
| -------- | --------------- | ------------------- | ------------- | ------------- | ----------------------- | --------------------- | -------------- | ---------------- |
| NGC 820  | Sb              | Spirale             | 02h 08m 25.0s | 14° 20′ 58″   | 4418 ± 5                | 12,8                  | 60,5 ± 4,2     | 80               |
| UGC 1630 | Sb              | Spirale             | 02h 08m 24.6s | 14° 58′ 19″   | 4437 ± 3                | 14,3                  | 62,0 ± 4,3     | 59               |
| UGC 1689 | Sm?             | Spirale magellanica | 02h 12m 00.3s | 14° 00′ 59″   | 4412 ± 106              | 16,5                  | 61,6 ± 5,7     | 64               |

Il sito DeepskyLog permette di trovare agevolmente le costellazioni in cui si trovano le galassie; in alternativa si possono utilizzare le coordinate delle galassie per individuarle. Se non altrimenti indicato, le coordinate sono quelle fornite dal sito NASA/IPAC (National Aeronautics and Space Administration / Infrared Processing and Analysis Center).